# Mônica Seixas
Monica Cristina Seixas Bonfim (Mogi das Cruzes, 11 de julho de 1986), mais conhecida como Monica Seixas, é uma jornalista, redatora e política brasileira, filiada ao Partido Socialismo e Liberdade (PSOL).

## Eleição
Nas eleições de 2018, foi eleita deputada estadual por São Paulo, utilizando o nome na urna e o nome parlamentar "Monica da Bancada Ativista" na Assembleia Legislativa do Estado de São Paulo. Foi a primeira vez que uma candidatura coletiva foi eleita no estado de São Paulo. Obteve 149.844 votos totalizados 0,72% dos votos válidos.
Monica foi eleita na plataforma de candidatura coletiva impulsionada pela Bancada Ativista, que é um movimento político que busca eleger ativistas. A candidatura coletiva foi formada por nove ativistas políticos de diversas áreas:
- Monica Seixas, jornalista e ativista socioambiental;
- Anne Rammi, ciclista e ativista de causas ligadas à maternidade;
- Chirley Pankará, indígena e pedagoga;
- Claudia Visoni, jornalista, ambientalista e agricultora urbana;
- Erika Hilton, transexual, negra e ativista de direitos humanos;
- Fernando Ferrari, militante da juventude periférica e da participação popular no orçamento público;
- Jesus dos Santos, militante da cultura, da comunicação e do movimento negro;
- Paula Aparecida, professora da rede pública, feminista e ativista pelos direitos dos animais;
- Raquel Marques, sanitarista, ativista pela equidade de gênero e do parto humanizado.

Após a eleição, o mandato passou a se chamar "Mandata Ativista".
Mônica Seixas se posicionou de forma favorável ao processo unilateral de Destituição de Raquel Marques da Mandata Ativista, afirmando que Raquel adotou "...novas posturas que não estavam pactuadas entre nós..." e "...ela está mais à direita que a gente". Raquel, por sua vez, acusou Mônica de tentar assumir o controle da Mandata Ativista e afirmou que "Sempre houve um tensionamento provocado pela Mônica e seu grupo político para ocupar o mandato com suas demandas e projetos, drenando recursos que seriam coletivos...". Após a repercussão negativa da destituição, Mônica reconheceu que o processo foi abrupto e iniciou uma reconciliação com Raquel. 